# Elijah Lee
Elijah James Lee (Saint Joseph, 8 febbraio 1996) è un giocatore di football americano statunitense che milita nel ruolo di outside linebacker per i Kansas City Chiefs della National Football League (NFL). Scelto nel corso del settimo giro (232º assoluto) del Draft NFL 2017 dai Minnesota Vikings, in precedenza aveva giocato a football per i Wildcats della Kansas State University.

## Carriera

### Minnesota Vikings
Dopo aver frequentato per 3 anni la Kansas State University, chiudendo la sua carriera collegiale col miglior risultato ateneo di sempre in termini di intercetti messi a segno ai danni del quarterback, Lee venne selezionato il 29 aprile 2017 dai Minnesota Vikings come 232º assoluto, nell'ambito del settimo giro del Draft NFL 2017, e firmò il suo primo contratto da professionista, un quadriennale da 2,48 milioni di dollari, il 30 maggio 2017. Il 2 settembre fu svincolato, firmando il giorno successivo con la squadra di allenamento.

### San Francisco 49ers
Il 13 settembre 2017, Lee was firmò con i San Francisco 49ers. Con essi debuttò come professionista subentrando nella gara del secondo turno persa contro i Seattle Seahawks. Nella settimana 5 forzò il primo fumble in carriera contro gli Indianapolis Colts. Il 2 febbraio 2020 scese in campo nel Super Bowl LIV ma i 49ers furono sconfitti per 31-20 dai Kansas City Chiefs.

### Detroit Lions
Il 1º aprile 2020 Lee firmò con i Detroit Lions.

### Cleveland Browns
Il 30 ottobre 2020 Lee firmò con i Cleveland Browns.

### Kansas City Chiefs
Il 24 marzo 2022 Lee firmò con i Kansas City Chiefs.

## Palmarès
- National Football Conference Championship: 1

San Francisco 49ers: 2019